# Новоольшанское сельское поселение
Новоольшанское сельское поселение — муниципальное образование в Нижнедевицком районе Воронежской области.
Административный центр — село Новая Ольшанка.

## Административное деление
В состав поселения входят:
- село Новая Ольшанка
- хутор Губаново
- хутор Подорожное
- хутор Поляна
- поселок Нижнедевицк